# Sikorsky CH-37 Mojave

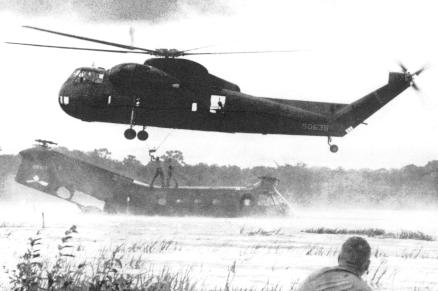
Un CH-37 Mojave durant la Guerre du Vietnam. Au second plan, un Vertol H-21 abattu.

Le Sikorsky CH-37 Mojave (désignation constructeur : Sikorsky S-56) est un hélicoptère de transport lourd de l'armée de terre américaine des années 1950. C'est un des derniers gros hélicoptères à utiliser des moteurs à pistons, plus lourds et moins puissants que les turbines des modèles plus récents, ce qui explique sa carrière relativement courte : dès la fin des années 1960, il a été remplacé par le Sikorsky CH-54 ou le Sikorsky CH-53 Sea Stallion. 54 sont dans l'inventaire de l'US Army en 1973.

## Conception et développement
Les moteurs et les trains d'atterrissage rétractables de ce modèle se trouvaient dans deux nacelles situées sur les côtés du fuselage. Cela libérait toute la place pour le chargement, qui se faisait par une double porte à l'avant, sous le poste de pilotage.